# Мазепа (фильм, 1914)
«Мазепа» (1914) — немой художественный короткометражный фильм Петра Чардынина, снят по поэме Юлиуша Словацкого.

## Сюжет
В основу сюжета фильма положены мифические любовные отношения Ивана Мазепы, когда он был постельничим при дворе польского короля Яна Казимира. Их возникновение связано с конфликтом, произошедшим между Мазепой и шляхтичем Яном Пасеком. Пасек в 1661 году поддерживал тайные отношения с оппозиционно настроенными к королю конфедератами. Как верный слуга, Мазепа был вынужден сообщить об этом своему сюзерену. В результате Я. Пасек был арестован, но он сумел убедить судей в своей невиновности.

В качестве мести Пасек придумал и распространил информацию о романе Мазепы с женой шляхтича Станислава Фальбовского. В результате эта история якобы заканчивается сценой расправы мужа над любовником своей жены: 
 «…Раздев его догола, посадили лицом к хвосту, а ногами к лошадиной голове на его собственного коня, заранее сняв с него седло. Руки связали за спиной, а ноги подвязали под брюхом коня. На коня от природы быстрого, накричали, ударили плетями, сорвав ему с головы колпак, и стреляли над ним несколько раз. Испуганный конь помчался домой, как бешеный. А нужно было ехать через густые заросли, боярышник, орешник, грушину, терновник, не простым путём, а тропинками… И нужно было по дороге часто наклоняться, держа вожжи в руках, обходить опасные места. Бывало, что ветка ударит по голове и раздерет одежду. Итак, можно себе представить, как был изранен голый всадник, учитывая, что быстрый и перепуганный конь от страха и боли летел вслепую, куда его несли ноги, пока перелетел через лес… Добравшись до дома весь раненый, Мазепа начал кричать „Стража!“… Они не верили, но наконец его впустили, изнеможенного и замёрзшего, он почти не мог разговаривать».
Эта история и положена в основу сюжета фильма. Тирану — воеводе, противостоит целая галерея положительных героев, которые побеждают тирана.

## Актёры
- Иван Мозжухин — Мазепа
- Арсений Бибиков — король Ян Казимир
- Эдвард Пухальский — воевода
- Надежда Нельская — Амелия
- Николай Никольский — Збигнев